# Eishockey-Weltmeisterschaft der U18-Junioren 2022
Die 23. Eishockey-Weltmeisterschaften der U18-Junioren der Internationalen Eishockey-Föderation IIHF waren die Eishockey-Weltmeisterschaften des Jahres 2022 in der Altersklasse der Unter-Achtzehnjährigen (U18). Insgesamt nahmen zwischen dem 21. März und 1. Mai 2022 39 Nationalmannschaften an den sieben Turnieren der Top-Division sowie der Divisionen I bis III teil. Das Turnier der Top-Division fand vom 23. April bis zum 1. Mai 2022 in Deutschland statt. Als Austragungsorte wurden Landshut und Kaufbeuren ausgewählt.
Die schwedische Auswahl gewann ihren zweiten Weltmeistertitel nach 2019, wobei sie sich im Endspiel mit 6:4 gegen die Vereinigten Staaten durchsetzte.

## Teilnehmer, Austragungsorte und -zeiträume
Durch die Absage der unteren Divisionen in den beiden Vorjahren und der damit verbundenen Aussetzung des Abstiegs aus der Top-Division 2021 ergeben sich die Teilnehmerlisten aus den Platzierungen der WM 2019.
Aufgrund des russischen Überfalls auf die Ukraine schloss die IIHF am 28. Februar 2022 den russischen sowie den belarussischen Verband von allen Turnieren bis August 2022 aus.
- Top-Division: 23. April bis 1. Mai 2022 in Landshut und Kaufbeuren, Deutschland
Teilnehmer:  Belarus,  Deutschland (Gastgeber),  Finnland,  Kanada (Titelverteidiger),  Lettland,  Russland,  Schweden,  Schweiz,  Tschechien,  USA

- Division I
  - Gruppe A: 11. bis 17. April 2022 in Piešťany, Slowakei[4]
Teilnehmer:  Dänemark,  Frankreich,  Japan (Aufsteiger),  Kasachstan,  Norwegen,  Slowakei (Absteiger)
  - Gruppe B: 25. April bis 1. Mai 2022 in Asiago, Italien[5]
Teilnehmer:  Italien,  Österreich,  Polen (Aufsteiger),  Slowenien,  Ukraine (Absteiger),  Ungarn

- Division II
  - Gruppe A: 3. bis 9. April 2022 in Tallinn, Estland[6]
Teilnehmer:  Estland,  Großbritannien (Absteiger),  Litauen,  Rumänien,  Serbien (Aufsteiger),  Südkorea
  - Gruppe B: 21. bis 24. März 2022 in Sofia, Bulgarien
Teilnehmer:  Bulgarien (Aufsteiger),  Kroatien,  Niederlande,  Spanien (Absteiger)
 Australien erklärte am 22. Januar 2022, die Teilnahme am Turnier aufgrund der COVID-19-Pandemie zurückzuziehen.[7] Die  Volksrepublik China sagte ihre Teilnahme aufgrund der COVID-19-Pandemie ebenfalls im Vorfeld ab.

- Division III:
  - Gruppe A: 11. bis 17. April 2022 in Istanbul, Türkei[8]
Teilnehmer:  Belgien (Absteiger),  Republik China (Taiwan) (Aufsteiger),  Island,  Israel,  Mexiko,  Türkei
  - Gruppe B: 17. bis 22. April 2022 in Sarajevo, Bosnien und Herzegowina
Teilnehmer:  Bosnien und Herzegowina (erste Teilnahme seit 2005),  Luxemburg,  Südafrika
 Neuseeland zog am 2. Februar 2022 die Teilnahme aus dem Turnier aufgrund der COVID-19-Pandemie zurück.[9]  Hongkong verkündete am 3. März 2022 aufgrund steigender COVID-19-Zahlen seine Absage an dem Turnier.[10]

## Top-Division
Die U18-Weltmeisterschaft wurde vom 23. April bis zum 1. Mai 2022 in den bayerischen Städten Landshut und Kaufbeuren ausgetragen. Gespielt wurde in der Landshuter Fanatec Arena (4.448 Plätze) sowie in der Erdgas Schwaben Arena in Kaufbeuren mit 3.100 Plätzen. Insgesamt besuchten 25.047 Zuschauer die 20 Turnierspiele, was einem Schnitt von 1.252 pro Partie entspricht.
Am Turnier nahmen – nach dem Ausschluss Russlands und Belarus’ – acht Nationalmannschaften teil, die in zwei Gruppen zu je vier Teams spielten. Dabei setzten sich die beiden Gruppen nach den Platzierungen der Nationalmannschaften bei der Weltmeisterschaft 2021 nach folgendem Schlüssel zusammen:
| Gruppe A         | Gruppe B     |
| ---------------- | ------------ |
| Kanada (1)       | Schweden (3) |
| USA (5)          | Finnland (4) |
| Tschechien (7)   | Schweiz (8)  |
| Deutschland (10) | Lettland (9) |

Der Weltmeister wurde zum zweiten Mal überhaupt die schwedische Mannschaft, die die Vereinigten Staaten im Finale mit 6:4 bezwingen konnte. Den dritten Rang belegte die Auswahl Finnlands, die sich mit 4:1 gegen Tschechien durchsetzte.

### Modus
Durch den Ausschluss Russlands und Belarus’ spielte die Top-Division mit lediglich acht statt der üblichen zehn Mannschaften. Die Mannschaften spielten daher in zwei Gruppen à vier Teams die Platzierungen für das Viertelfinale aus. Danach spielten die Mannschaften über Kreuz im K.-o.-Modus. Einen sportlichen Absteiger in die Division IA gab es aufgrund der diesjährigen Konstellation nicht.

### Austragungsorte
| Landshut |

| Kaufbeuren |

| Landshut |

| Kaufbeuren |

### Vorrunde

#### Gruppe A
| 23. April 2022 15:30 Uhr (Ortszeit) | Tschechien | 4:2 (1:1, 3:1, 0:0) Spielbericht | Deutschland | Fanatec Arena, Landshut Zuschauer: 2.910 |

| 23. April 2022 19:30 Uhr | Kanada | 3:8 (0:2, 3:4, 0:2) Spielbericht | USA | Fanatec Arena, Landshut Zuschauer: 2.512 |

| 24. April 2022 15:30 Uhr | USA | 6:2 (0:1, 4:0, 2:1) Spielbericht | Tschechien | Fanatec Arena, Landshut Zuschauer: 1.012 |

| 24. April 2022 19:30 Uhr | Deutschland | 3:8 (0:2, 2:2, 1:4) Spielbericht | Kanada | Fanatec Arena, Landshut Zuschauer: 2.075 |

| 26. April 2022 15:30 Uhr | Kanada | 5:6 n. V. (1:1, 2:3, 2:1, 0:1) Spielbericht | Tschechien | Fanatec Arena, Landshut Zuschauer: 326 |

| 26. April 2022 19:30 Uhr | USA | 10:2 (3:0, 5:0, 2:2) Spielbericht | Deutschland | Fanatec Arena, Landshut Zuschauer: 1.438 |

| Pl. |             | Sp | S | OTS | OTN | N | Tore  | Punkte |
| --- | ----------- | -- | - | --- | --- | - | ----- | ------ |
| 1.  | USA         | 3  | 3 | 0   | 0   | 0 | 24:07 | 6      |
| 2.  | Tschechien  | 3  | 1 | 1   | 0   | 1 | 12:13 | 5      |
| 3.  | Kanada      | 3  | 1 | 0   | 1   | 1 | 16:17 | 4      |
| 4.  | Deutschland | 3  | 0 | 0   | 0   | 3 | 07:22 | 0      |

Abkürzungen: Pl. = Platz, Sp = Spiele, S = Siege, OTS = Siege nach Verlängerung (Overtime) oder Penaltyschießen, OTN = Niederlagen nach Verlängerung oder Penaltyschießen, N = Niederlagen

Erläuterungen: Viertelfinalqualifikant

#### Gruppe B
| 23. April 2022 14:30 Uhr (Ortszeit) | Finnland | 6:2 (1:1, 3:1, 2:0) Spielbericht | Schweiz | Erdgas Schwaben Arena, Kaufbeuren Zuschauer: 692 |

| 23. April 2022 18:30 Uhr | Lettland | 3:2 (1:0, 2:2, 0:0) Spielbericht | Schweden | Erdgas Schwaben Arena, Kaufbeuren Zuschauer: 854 |

| 24. April 2022 14:30 Uhr | Finnland | 4:1 (1:1, 2:0, 1:0) Spielbericht | Lettland | Erdgas Schwaben Arena, Kaufbeuren Zuschauer: 683 |

| 24. April 2022 18:30 Uhr | Schweden | 6:2 (0:0, 1:2, 5:0) Spielbericht | Schweiz | Erdgas Schwaben Arena, Kaufbeuren Zuschauer: 946 |

| 26. April 2022 14:30 Uhr | Schweiz | 4:3 (1:2, 2:1, 1:0) Spielbericht | Lettland | Erdgas Schwaben Arena, Kaufbeuren Zuschauer: 257 |

| 26. April 2022 18:30 Uhr | Schweden | 4:3 (2:1, 2:1, 0:1) Spielbericht | Finnland | Erdgas Schwaben Arena, Kaufbeuren Zuschauer: 684 |

| Pl. |          | Sp | S | OTS | OTN | N | Tore  | Punkte |
| --- | -------- | -- | - | --- | --- | - | ----- | ------ |
| 1.  | Schweden | 3  | 2 | 0   | 0   | 1 | 12:08 | 6      |
| 2.  | Finnland | 3  | 2 | 0   | 0   | 1 | 13:07 | 6      |
| 3.  | Schweiz  | 3  | 1 | 0   | 0   | 2 | 08:15 | 3      |
| 4.  | Lettland | 3  | 1 | 0   | 0   | 2 | 07:10 | 3      |

Abkürzungen: Pl. = Platz, Sp = Spiele, S = Siege, OTS = Siege nach Verlängerung (Overtime) oder Penaltyschießen, OTN = Niederlagen nach Verlängerung oder Penaltyschießen, N = Niederlagen

Erläuterungen: Viertelfinalqualifikant

### Finalrunde
|  | Viertelfinale                                          | Viertelfinale | Viertelfinale |    | Halbfinale | Halbfinale | Halbfinale       |          |   | Finale | Finale | Finale |
|  |                                                        |               |               |    |            |            |                  |          |   |        |        |        |
|  | A1                                                     | USA           | 13            |    |            |            |                  |          |   |        |        |        |
|  | B4                                                     | Lettland      | 3             |    |            |            |                  |          |   |        |        |        |
|  | B4                                                     | Lettland      | 3             | A1 | USA        | 6          |                  |          |   |        |        |        |
|  |                                                        |               |               | A1 | USA        | 6          |                  |          |   |        |        |        |
|  | A2                                                     | Tschechien    | 1             |    |            |            |                  |          |   |        |        |        |
|  | A2                                                     | Tschechien    | 1             | B1 | Schweden   | 7          |                  |          |   |        |        |        |
|  |                                                        |               |               | B1 | Schweden   | 7          |                  |          |   |        |        |        |
|  | A4                                                     | Deutschland   | 1             |    |            |            |                  |          |   |        |        |        |
|  | A4                                                     | Deutschland   | 1             | A1 | USA        | 4          |                  |          |   |        |        |        |
|  | (Die Teams werden nach dem Viertelfinale neu gesetzt.) |               |               | A1 | USA        | 4          |                  |          |   |        |        |        |
|  |                                                        | B1            | Schweden      | 6  |            |            |                  |          |   |        |        |        |
|  | A2                                                     | B1            | Schweden      | 6  | Tschechien | 8          |                  |          |   |        |        |        |
|  | A2                                                     |               |               |    | Tschechien | 8          |                  |          |   |        |        |        |
|  | B3                                                     | Schweiz       | 0             |    |            |            |                  |          |   |        |        |        |
|  | B3                                                     | Schweiz       | 0             | B1 | Schweden   | 2          |                  |          |   |        |        |        |
|  |                                                        |               |               | B1 | Schweden   | 2          | Spiel um Platz 3 |          |   |        |        |        |
|  | B2                                                     | Finnland      | 1             |    |            |            |                  |          |   |        |        |        |
|  | B2                                                     | Finnland      | 1             | B2 | Finnland   | 6          | B2               | Finnland | 4 |        |        |        |
|  |                                                        |               |               | B2 | Finnland   | 6          | B2               | Finnland | 4 |        |        |        |
|  | A3                                                     | Kanada        | 5             | A2 | Tschechien | 1          |                  |          |   |        |        |        |

#### Viertelfinale
| 28. April 2022 14:30 Uhr (Ortszeit) | Finnland | 6:5 n. V. (2:2, 1:2, 2:1, 1:0) Spielbericht | Kanada | Erdgas Schwaben Arena, Kaufbeuren Zuschauer: 918 |

| 28. April 2022 15:30 Uhr | Tschechien | 8:0 (4:0, 3:0, 1:0) Spielbericht | Schweiz | Fanatec Arena, Landshut Zuschauer: 505 |

| 28. April 2022 18:30 Uhr | Schweden | 7:1 (3:0, 1:1, 3:0) Spielbericht | Deutschland | Erdgas Schwaben Arena, Kaufbeuren Zuschauer: 1.703 |

| 28. April 2022 19:30 Uhr | USA | 13:3 (6:1, 3:0, 4:2) Spielbericht | Lettland | Fanatec Arena, Landshut Zuschauer: 504 |

#### Halbfinale
| 30. April 2022 14:30 Uhr | USA | 6:1 (0:1, 5:0, 1:0) Spielbericht | Tschechien | Fanatec Arena, Landshut Zuschauer: 1.389 |

| 30. April 2022 18:30 Uhr | Schweden | 2:1 (0:0, 1:0, 1:1) Spielbericht | Finnland | Fanatec Arena, Landshut Zuschauer: 1.430 |

#### Spiel um Platz 3
| 1. Mai 2022 14:30 Uhr | Finnland | 4:1 (1:1, 1:0, 2:0) Spielbericht | Tschechien | Fanatec Arena, Landshut Zuschauer: 1.649 |

#### Finale
| 1. Mai 2022 18:30 Uhr | USA | 4:6 (2:2, 1:2, 1:2) Spielbericht | Schweden | Fanatec Arena, Landshut Zuschauer: 2.560 |

### Statistik

#### Beste Scorer
Abkürzungen: Sp = Spiele, T = Tore, V = Assists, Pkt = Punkte, +/− = Plus/Minus, SM = Strafminuten; Fett: Turnierbestwert
| Spieler              | Team       | Sp | T | V  | Pkt | +/− | SM |
| -------------------- | ---------- | -- | - | -- | --- | --- | -- |
| Jonathan Lekkerimäki | Schweden   | 6  | 5 | 10 | 15  | +4  | 4  |
| Mattias Hävelid      | Schweden   | 6  | 4 | 8  | 12  | +4  | 0  |
| Jiří Kulich          | Tschechien | 6  | 9 | 2  | 11  | −6  | 2  |
| Isaac Howard         | USA        | 6  | 6 | 5  | 11  | +8  | 2  |
| Noah Östlund         | Schweden   | 6  | 4 | 6  | 10  | +3  | 6  |
| Logan Cooley         | USA        | 6  | 3 | 7  | 10  | +5  | 4  |
| Rutger McGroarty     | USA        | 6  | 8 | 1  | 9   | +8  | 27 |
| Cutter Gauthier      | USA        | 6  | 3 | 6  | 9   | +3  | 6  |
| Frank Nazr           | USA        | 6  | 3 | 6  | 9   | +7  | 4  |
| Liam Öhgren          | Schweden   | 6  | 3 | 6  | 9   | +4  | 2  |

#### Beste Torhüter
Abkürzungen: Sp = Spiele, Min = Eiszeit (in Minuten), SaT = Schüsse aufs Tor, GT = Gegentore, Sv% = gehaltene Schüsse (in %), GTS = Gegentorschnitt, SO = Shutouts; Fett: Turnierbestwert
Erfasst werden nur Torhüter, die mindestens 40 % der Gesamtspielzeit eines Teams absolviert haben. Sortiert nach Fangquote (Sv%).
| Spieler              | Team        | Sp | Min    | GT | SO | Sv%   | GTS  |
| -------------------- | ----------- | -- | ------ | -- | -- | ----- | ---- |
| Hugo Hävelid         | Schweden    | 5  | 298:28 | 12 | 0  | 92,94 | 2,41 |
| Topias Leinonen      | Finnland    | 5  | 298:32 | 13 | 0  | 89,68 | 2,61 |
| Trey Augustine       | USA         | 4  | 238:36 | 11 | 0  | 88,17 | 2,77 |
| Simon Wolf           | Deutschland | 3  | 151:35 | 17 | 0  | 87,59 | 6,73 |
| Michael Schnattinger | Tschechien  | 4  | 237:37 | 15 | 1  | 87,29 | 3,79 |

### Abschlussplatzierungen
| Pl. | Team        |
| --- | ----------- |
| 1   | Schweden    |
| 2   | USA         |
| 3   | Finnland    |
| 4   | Tschechien  |
| 5   | Kanada      |
| 6   | Schweiz     |
| 7   | Lettland    |
| 8   | Deutschland |

### Titel, Auf- und Abstieg
| Weltmeister Schweden | Tim Almgren, Isac Born, Filip Bystedt, Leo Carlsson, Hugo Fransson, Dennis Good Bogg, Mattias Hävelid, Hugo Hävelid, Alexander Hellnemo, Linus Hemström, Jonathan Lekkerimäki, Theo Lindstein, Jakob Norén, Calle Odelius, Liam Öhgren, Noah Östlund, Elias Pettersson, Oskar Pettersson, Rasmus Rudslätt, Elias Salomonsson, Otto Stenberg, Alexander Suzdalev, Lukas Swedin, Alexander Tell, Fabian Wagner Cheftrainer: Magnus Hävelid |

| Silber USA | Trey Augustine, Gavin Brindley, Hunter Brzustewicz, Seamus Casey, Michael Chambre, Ryan Chesley, Brady Cleveland, Logan Cooley, Tyler Duke, Cutter Gauthier, Marek Hejduk, Isaac Howard, Lane Hutson, Devin Kaplan, Charlie Leddy, Ryan Leonard, Cruz Lucius, Rutger McGroarty, Tyler Muszelik, Frank Nazar, Seamus Powell, Will Smith, Jimmy Snuggerud, Cole Spicer, Charlie Stramel Cheftrainer: Adam Nightingale |

| Bronze Finnland | Samu Bau, Thomas Grönlund, Kasper Halttunen, Lenni Hämeenaho, Otto Heinonen, Otto Hokkanen, Arttu Kärki, Aleksanteri Kaskimäki, Joakim Kemell, Aron Kiviharju, Niklas Kokko, Kasper Kulonummi, Elmeri Laakso, Jere Lassila, Topias Leinonen, Kasper Lundell, Tommi Männistö, Niko Minkkinen, Jani Nyman, Lauri Raiman, Topi Rönni, Otto Salin, Tuomas Uronen, Eemil Vinni, Oskari Vuorio Cheftrainer: Mika Marttila |

| Aufsteiger in die Top-Division: | Slowakei Norwegen |

### Auszeichnungen
Spielertrophäen
| Auszeichnung         | Spieler      | Team       |
| -------------------- | ------------ | ---------- |
| Wertvollster Spieler | Jiří Kulich  | Tschechien |
| Bester Torhüter      | Hugo Hävelid | Schweden   |
| Bester Verteidiger   | Lane Hutson  | USA        |
| Bester Stürmer       | Logan Cooley | USA        |

All-Star-Team
| Angriff:      | Logan Cooley – Jiří Kulich – Jonathan Lekkerimäki |
| Verteidigung: | Lane Hutson – Tomáš Hamara                        |
| Tor:          | Hugo Hävelid                                      |

## Division I

### Gruppe A in Piešťany, Slowakei
Das Turnier der Gruppe A wird vom 11. bis 17. April 2022 im slowakischen Piešťany ausgetragen. Die Spiele finden in der 3.500 Zuschauer fassenden Zimný štadión Piešťany statt. Insgesamt besuchten 14.396 Zuschauer die 15 Turnierspiele, was einem Schnitt von 959 pro Partie entspricht.
| 11. April 2022 12:00 Uhr (Ortszeit) | Frankreich | 4:3 (2:1, 9:1, 2:1) Spielbericht | Dänemark | Zimný štadión, Piešťany Zuschauer: 112 |

| 11. April 2022 15:30 Uhr | Norwegen | 9:2 (2:0, 2:1, 5:1) Spielbericht | Kasachstan | Zimný štadión, Piešťany Zuschauer: 105 |

| 11. April 2022 19:00 Uhr | Japan | 2:8 (0:2, 1:4, 1:2) Spielbericht | Slowakei | Zimný štadión, Piešťany Zuschauer: 1.714 |

| 12. April 2022 12:00 Uhr | Kasachstan | 2:4 (0:0, 1:2, 1:2) Spielbericht | Frankreich | Zimný štadión, Piešťany Zuschauer: 90 |

| 12. April 2022 15:30 Uhr | Dänemark | 6:1 (1:1, 2:0, 3:0) Spielbericht | Japan | Zimný štadión, Piešťany Zuschauer: 110 |

| 12. April 2022 19:00 Uhr | Slowakei | 5:2 (1:2, 3:0, 1:0) Spielbericht | Norwegen | Zimný štadión, Piešťany Zuschauer: 2.646 |

| 14. April 2022 12:00 Uhr | Japan | 2:5 (1:2, 0:1, 1:2) Spielbericht | Norwegen | Zimný štadión, Piešťany Zuschauer: 139 |

| 14. April 2022 15:30 Uhr | Kasachstan | 4:2 (0:0, 2:1, 2:1) Spielbericht | Dänemark | Zimný štadión, Piešťany Zuschauer: 182 |

| 14. April 2022 19:00 Uhr | Slowakei | 6:3 (1:0, 3:3, 2:0) Spielbericht | Frankreich | Zimný štadión, Piešťany Zuschauer: 2.738 |

| 15. April 2022 12:00 Uhr | Kasachstan | 4:3 (0:2, 1:0, 3:1) Spielbericht | Japan | Zimný štadión, Piešťany Zuschauer: 183 |

| 15. April 2022 15:30 Uhr | Norwegen | 6:1 (4:1, 1:0, 1:0) Spielbericht | Frankreich | Zimný štadión, Piešťany Zuschauer: 374 |

| 15. April 2022 19:00 Uhr | Dänemark | 1:3 (1:1, 0:0, 0:2) Spielbericht | Slowakei | Zimný štadión, Piešťany Zuschauer: 2.738 |

| 17. April 2022 12:00 Uhr | Frankreich | 4:0 (0:0, 1:0, 3:0) Spielbericht | Japan | Zimný štadión, Piešťany Zuschauer: 168 |

| 17. April 2022 15:30 Uhr | Dänemark | 2:4 (0:1, 1:1, 1:2) Spielbericht | Norwegen | Zimný štadión, Piešťany Zuschauer: 319 |

| 19. April 2022 19:00 Uhr | Slowakei | 5:3 (1:0, 1:1, 3:2) Spielbericht | Kasachstan | Zimný štadión, Piešťany Zuschauer: 2.778 |

| Pl. |            | Sp | S | OTS | OTN | N | Tore  | Punkte |
| --- | ---------- | -- | - | --- | --- | - | ----- | ------ |
| 1.  | Slowakei   | 5  | 5 | 0   | 0   | 0 | 27:11 | 15     |
| 2.  | Norwegen   | 5  | 4 | 0   | 0   | 1 | 26:12 | 12     |
| 3.  | Frankreich | 5  | 3 | 0   | 0   | 2 | 16:17 | 9      |
| 4.  | Kasachstan | 5  | 2 | 0   | 0   | 3 | 15:23 | 6      |
| 5.  | Dänemark   | 5  | 1 | 0   | 0   | 4 | 14:16 | 3      |
| 6.  | Japan      | 5  | 0 | 0   | 0   | 5 | 08:27 | 0      |

Abkürzungen: Pl. = Platz, Sp = Spiele, S = Siege, OTS = Siege nach Verlängerung (Overtime) oder Penaltyschießen, OTN = Niederlagen nach Verlängerung oder Penaltyschießen, N = Niederlagen

Erläuterungen: Aufsteiger in die Top-Division, Absteiger in die Division IB

### Gruppe B in Asiago, Italien
Das Turnier der Gruppe B wurde vom 25. April bis 1. Mai 2022 im italienischen Asiago ausgetragen. Die Spiele fanden in der 3.000 Zuschauer fassenden Pala Hodegart statt. Insgesamt besuchten 3.229 Zuschauer die 15 Turnierspiele, was einem Schnitt von 215 pro Partie entspricht.
| 25. April 2022 12:30 Uhr (Ortszeit) | Polen | 1:6 (0:1, 0:1, 1:4) Spielbericht | Ukraine | Pala Hodegart, Asiago Zuschauer: 70 |

| 25. April 2022 16:00 Uhr | Slowenien | 0:3 (0:0, 0:1, 0:2) Spielbericht | Ungarn | Pala Hodegart, Asiago Zuschauer: 110 |

| 25. April 2022 19:30 Uhr | Italien | 2:1 (1:1, 1:0, 0:0) Spielbericht | Österreich | Pala Hodegart, Asiago Zuschauer: 363 |

| 26. April 2022 12:30 Uhr | Ungarn | 5:2 (2:0, 1:1, 2:1) Spielbericht | Polen | Pala Hodegart, Asiago Zuschauer: 107 |

| 26. April 2022 16:00 Uhr | Österreich | 1:4 (0:2, 1:2, 0:0) Spielbericht | Slowenien | Pala Hodegart, Asiago Zuschauer: 86 |

| 26. April 2022 19:30 Uhr | Ukraine | 6:3 (1:2, 4:1, 1:0) Spielbericht | Italien | Pala Hodegart, Asiago Zuschauer: 250 |

| 28. April 2022 12:30 Uhr | Österreich | 0:4 (0:2, 0:1, 0:1) Spielbericht | Ungarn | Pala Hodegart, Asiago Zuschauer: 110 |

| 28. April 2022 16:00 Uhr | Polen | 5:8 (2:3, 1:4, 2:1) Spielbericht | Italien | Pala Hodegart, Asiago Zuschauer: 190 |

| 28. April 2022 19:30 Uhr | Ukraine | 5:1 (0:0, 2:1, 3:0) Spielbericht | Slowenien | Pala Hodegart, Asiago Zuschauer: 200 |

| 29. April 2022 12:30 Uhr | Österreich | 5:2 (1:0, 3:2, 1:0) Spielbericht | Polen | Pala Hodegart, Asiago Zuschauer: 136 |

| 29. April 2022 16:00 Uhr | Ungarn | 2:1 (0:0, 0:1, 2:0) Spielbericht | Ukraine | Pala Hodegart, Asiago Zuschauer: 313 |

| 29. April 2022 19:30 Uhr | Italien | 2:1 (0:1, 0:0, 2:0) Spielbericht | Slowenien | Pala Hodegart, Asiago Zuschauer: 430 |

| 1. Mai 2022 12:30 Uhr | Ukraine | 12:4 (4:0, 5:2, 3:2) Spielbericht | Österreich | Pala Hodegart, Asiago Zuschauer: 344 |

| 1. Mai 2022 16:00 Uhr | Slowenien | 6:1 (3:0, 1:1, 2:0) Spielbericht | Polen | Pala Hodegart, Asiago Zuschauer: keine Angabe |

| 1. Mai 2022 19:30 Uhr | Ungarn | 5:0 (0:0, 2:0, 3:0) Spielbericht | Italien | Pala Hodegart, Asiago Zuschauer: 520 |

| Pl. |            | Sp | S | OTS | OTN | N | Tore  | Punkte |
| --- | ---------- | -- | - | --- | --- | - | ----- | ------ |
| 1.  | Ungarn     | 5  | 5 | 0   | 0   | 0 | 19:03 | 15     |
| 2.  | Ukraine    | 5  | 4 | 0   | 0   | 1 | 30:11 | 12     |
| 3.  | Italien    | 5  | 3 | 0   | 0   | 2 | 15:18 | 9      |
| 4.  | Slowenien  | 5  | 2 | 0   | 0   | 3 | 12:12 | 6      |
| 5.  | Österreich | 5  | 1 | 0   | 0   | 4 | 11:24 | 3      |
| 6.  | Polen      | 5  | 0 | 0   | 0   | 5 | 11:30 | 0      |

Abkürzungen: Pl. = Platz, Sp = Spiele, S = Siege, OTS = Siege nach Verlängerung (Overtime) oder Penaltyschießen, OTN = Niederlagen nach Verlängerung oder Penaltyschießen, N = Niederlagen

Erläuterungen: Aufsteiger in die Division IA, Absteiger in die Division IIA

### Auf- und Abstieg
| Aufsteiger in die Top-Division: | Slowakei Norwegen |
| Absteiger in die Division IB:   | Japan             |
| Aufsteiger in die Division IA:  | ~Niemandsland     |
| Absteiger in die Division IIA:  | ~Niemandsland     |
| Aufsteiger in die Division IB:  | Südkorea          |

## Division II

### Gruppe A in Tallinn, Estland
Das Turnier der Gruppe A wurde vom 3. bis 9. April 2022 in der estnischen Hauptstadt Tallinn ausgetragen. Die Spiele fanden in der 5.840 Zuschauer fassenden Tondiraba jäähall statt. Insgesamt besuchten 7.219 Zuschauer die 15 Turnierspiele, was einem Schnitt von 418 pro Partie entspricht.
| 3. April 2022 12:30 Uhr (Ortszeit) | Serbien | 2:3 (0:3, 1:0, 1:0) Spielbericht | Rumänien | Tondiraba jäähall, Tallinn |

| 3. April 2022 16:00 Uhr | Estland | 3:2 (1:0, 0:1, 2:1) Spielbericht | Großbritannien | Tondiraba jäähall, Tallinn Zuschauer: 876 |

| 3. April 2022 19:30 Uhr | Litauen | 3:5 (1:1, 1:3, 1:1) Spielbericht | Südkorea | Tondiraba jäähall, Tallinn Zuschauer: 155 |

| 5. April 2022 12:30 Uhr | Großbritannien | 3:2 n. V. (0:2, 2:0, 0:0, 1:0) Spielbericht | Rumänien | Tondiraba jäähall, Tallinn Zuschauer: 137 |

| 5. April 2022 16:00 Uhr | Südkorea | 15:2 (6:0, 7:1, 2:1) Spielbericht | Serbien | Tondiraba jäähall, Tallinn Zuschauer: 177 |

| 5. April 2022 19:30 Uhr | Litauen | 3:8 (1:2, 1:4, 1:2) Spielbericht | Estland | Tondiraba jäähall, Tallinn Zuschauer: 928 |

| 6. April 2022 12:30 Uhr | Großbritannien | 3:2 (1:2, 2:0, 0:0) Spielbericht | Südkorea | Tondiraba jäähall, Tallinn Zuschauer: 125 |

| 6. April 2022 16:00 Uhr | Litauen | 6:3 (3:0, 0:2, 3:1) Spielbericht | Serbien | Tondiraba jäähall, Tallinn Zuschauer: 115 |

| 6. April 2022 19:30 Uhr | Estland | 5:0 (3:0, 2:0, 0:0) Spielbericht | Rumänien | Tondiraba jäähall, Tallinn Zuschauer: 734 |

| 8. April 2022 12:30 Uhr | Rumänien | 1:2 (0:2, 1:0, 0:0) Spielbericht | Litauen | Tondiraba jäähall, Tallinn Zuschauer: 233 |

| 8. April 2022 16:00 Uhr | Serbien | 0:8 (0:2, 0:5, 0:1) Spielbericht | Großbritannien | Tondiraba jäähall, Tallinn Zuschauer: 146 |

| 8. April 2022 19:30 Uhr | Südkorea | 2:1 (0:0, 0:1, 2:0) Spielbericht | Estland | Tondiraba jäähall, Tallinn Zuschauer: 1.857 |

| 9. April 2022 12:30 Uhr | Großbritannien | 4:2 (2:1, 0:1, 2:0) Spielbericht | Litauen | Tondiraba jäähall, Tallinn Zuschauer: 212 |

| 9. April 2022 16:00 Uhr | Estland | 7:0 (1:0, 4:0, 2:0) Spielbericht | Serbien | Tondiraba jäähall, Tallinn Zuschauer: 956 |

| 9. April 2022 19:30 Uhr | Rumänien | 0:9 (0:1, 0:2, 0:6) Spielbericht | Südkorea | Tondiraba jäähall, Tallinn Zuschauer: 568 |

| Pl. |                | Sp | S | OTS | OTN | N | Tore  | Punkte |
| --- | -------------- | -- | - | --- | --- | - | ----- | ------ |
| 1.  | Südkorea       | 5  | 4 | 0   | 0   | 1 | 33:09 | 12     |
| 2.  | Estland        | 5  | 4 | 0   | 0   | 1 | 24:07 | 12     |
| 3.  | Großbritannien | 5  | 3 | 1   | 0   | 1 | 20:09 | 11     |
| 4.  | Litauen        | 5  | 2 | 0   | 0   | 3 | 16:21 | 6      |
| 5.  | Rumänien       | 5  | 1 | 0   | 1   | 3 | 06:21 | 4      |
| 6.  | Serbien        | 5  | 0 | 0   | 0   | 5 | 07:39 | 0      |

Abkürzungen: Pl. = Platz, Sp = Spiele, S = Siege, OTS = Siege nach Verlängerung (Overtime) oder Penaltyschießen, OTN = Niederlagen nach Verlängerung oder Penaltyschießen, N = Niederlagen

Erläuterungen: Aufsteiger in die Division IB, Absteiger in die Division IIB

### Gruppe B in Sofia, Bulgarien
Das Turnier der Gruppe B wurde vom 21. bis 24. März 2022 in der bulgarischen Landeshauptstadt Sofia ausgetragen. Die Spiele fanden im 4.600 Zuschauer fassenden Wintersportpalast statt. Insgesamt besuchten 3.610 Zuschauer die sechs Turnierspiele, was einem Schnitt von 601 pro Partie entspricht.
| 21. März 2022 15:30 Uhr (Ortszeit) | Spanien | 0:5 (0:1, 0:2, 0:2) Spielbericht | Kroatien | Wintersportpalast, Sofia Zuschauer: 150 |

| 21. März 2022 19:00 Uhr | Niederlande | 8:1 (3:1, 3:0, 2:0) Spielbericht | Bulgarien | Wintersportpalast, Sofia Zuschauer: 1.250 |

| 22. März 2022 15:30 Uhr | Niederlande | 1:8 (0:1, 1:2, 0:5) Spielbericht | Kroatien | Wintersportpalast, Sofia Zuschauer: 80 |

| 22. März 2022 19:00 Uhr | Bulgarien | 1:6 (0:2, 0:2, 1:2) Spielbericht | Spanien | Wintersportpalast, Sofia Zuschauer: 850 |

| 24. März 2022 15:30 Uhr | Spanien | 3:1 (0:0, 2:1, 1:0) Spielbericht | Niederlande | Wintersportpalast, Sofia Zuschauer: 180 |

| 24. März 2022 19:00 Uhr | Kroatien | 5:1 (1:1, 3:0, 1:0) Spielbericht | Bulgarien | Wintersportpalast, Sofia Zuschauer: 1.100 |

| Pl. |                     | Sp | S | OTS | OTN | N | Tore  | Punkte |
| --- | ------------------- | -- | - | --- | --- | - | ----- | ------ |
| 1.  | Kroatien            | 3  | 3 | 0   | 0   | 0 | 18:02 | 9      |
| 2.  | Spanien             | 3  | 2 | 0   | 0   | 1 | 09:07 | 6      |
| 3.  | Niederlande         | 3  | 1 | 0   | 0   | 2 | 10:12 | 3      |
| 4.  | Bulgarien           | 3  | 0 | 0   | 0   | 3 | 03:19 | 0      |
| –   | Australien          | –  | – | –   | –   | – | –0:0– | –      |
| –   | Volksrepublik China | –  | – | –   | –   | – | –0:0– | –      |

Abkürzungen: Pl. = Platz, Sp = Spiele, S = Siege, OTS = Siege nach Verlängerung (Overtime) oder Penaltyschießen, OTN = Niederlagen nach Verlängerung oder Penaltyschießen, N = Niederlagen

Erläuterungen: Aufsteiger in die Division IIA, Absteiger in die Division IIIA, Turnierabsage

### Auf- und Abstieg
| Absteiger in die Division IIA:  | ~Niemandsland           |
| Aufsteiger in die Division IB:  | Südkorea                |
| Absteiger in die Division IIB:  | Serbien                 |
| Aufsteiger in die Division IIA: | Kroatien                |
| Absteiger in die Division IIIA: | –                       |
| Aufsteiger in die Division IIB: | Republik China (Taiwan) |

## Division III

### Gruppe A in Istanbul, Türkei
Das Turnier der Gruppe A wurde vom 11. bis 17. April 2022 in der türkischen Metropole Istanbul ausgetragen. Die Spiele fanden im 900 Zuschauer fassenden Silivrikapı Buz Pateni Salonu statt. Insgesamt besuchten 3.942 Zuschauer die 15 Turnierspiele, was einem Schnitt von 262 pro Partie entspricht.
| 11. April 2022 13:00 Uhr (Ortszeit) | Israel | 4:3 (0:2, 4:0, 0:1) Spielbericht | Mexiko | Silivrikapı Buz Pateni Salonu, Istanbul Zuschauer: 50 |

| 11. April 2022 16:30 Uhr | Island | 3:1 (2:0, 1:0, 0:1) Spielbericht | Belgien | Silivrikapı Buz Pateni Salonu, Istanbul Zuschauer: 101 |

| 11. April 2022 20:30 Uhr | Republik China (Taiwan) | 8:3 (3:1, 4:1, 1:1) Spielbericht | Türkei | Silivrikapı Buz Pateni Salonu, Istanbul Zuschauer: 526 |

| 12. April 2022 13:00 Uhr | Israel | 3:6 (0:2, 2:3, 1:1) Spielbericht | Island | Silivrikapı Buz Pateni Salonu, Istanbul Zuschauer: 50 |

| 12. April 2022 16:30 Uhr | Mexiko | 0:4 (0:2, 0:1, 0:1) Spielbericht | Republik China (Taiwan) | Silivrikapı Buz Pateni Salonu, Istanbul Zuschauer: 82 |

| 12. April 2022 20:30 Uhr | Belgien | 5:0 (2:0, 2:0, 1:0) Spielbericht | Türkei | Silivrikapı Buz Pateni Salonu, Istanbul Zuschauer: 461 |

| 14. April 2022 13:00 Uhr | Belgien | 9:1 (1:1, 2:0, 6:0) Spielbericht | Mexiko | Silivrikapı Buz Pateni Salonu, Istanbul Zuschauer: 112 |

| 14. April 2022 16:30 Uhr | Israel | 2:5 (1:1, 0:1, 1:3) Spielbericht | Republik China (Taiwan) | Silivrikapı Buz Pateni Salonu, Istanbul Zuschauer: 43 |

| 14. April 2022 20:30 Uhr | Island | 4:2 (2:0, 1:1, 1:1) Spielbericht | Türkei | Silivrikapı Buz Pateni Salonu, Istanbul Zuschauer: 482 |

| 15. April 2022 13:00 Uhr | Republik China (Taiwan) | 2:4 (0:3, 2:0, 0:1) Spielbericht | Belgien | Silivrikapı Buz Pateni Salonu, Istanbul Zuschauer: 52 |

| 15. April 2022 16:30 Uhr | Mexiko | 1:3 (1:1, 0:1, 0:1) Spielbericht | Island | Silivrikapı Buz Pateni Salonu, Istanbul Zuschauer: 77 |

| 15. April 2022 20:30 Uhr | Türkei | 1:4 (0:0, 0:2, 1:2) Spielbericht | Israel | Silivrikapı Buz Pateni Salonu, Istanbul Zuschauer: 725 |

| 17. April 2022 13:00 Uhr | Island | 2:5 (0:1, 0:1, 2:3) Spielbericht | Republik China (Taiwan) | Silivrikapı Buz Pateni Salonu, Istanbul Zuschauer: 75 |

| 17. April 2022 16:30 Uhr | Belgien | 4:2 (0:0, 0:1, 4:1) Spielbericht | Israel | Silivrikapı Buz Pateni Salonu, Istanbul Zuschauer: 81 |

| 17. April 2022 20:30 Uhr | Türkei | 2:3 n. V. (0:0, 2:0, 0:2, 0:1) Spielbericht | Mexiko | Silivrikapı Buz Pateni Salonu, Istanbul Zuschauer: 1.025 |

| Pl. |                         | Sp | S | OTS | OTN | N | Tore  | Punkte |
| --- | ----------------------- | -- | - | --- | --- | - | ----- | ------ |
| 1.  | Republik China (Taiwan) | 5  | 4 | 0   | 0   | 1 | 24:11 | 12     |
| 2.  | Belgien                 | 5  | 4 | 0   | 0   | 1 | 23:08 | 12     |
| 3.  | Island                  | 5  | 4 | 0   | 0   | 1 | 18:12 | 12     |
| 4.  | Israel                  | 5  | 2 | 0   | 0   | 3 | 15:19 | 6      |
| 5.  | Mexiko                  | 5  | 0 | 1   | 0   | 4 | 08:22 | 2      |
| 6.  | Türkei                  | 5  | 0 | 0   | 1   | 4 | 08:24 | 1      |

Abkürzungen: Pl. = Platz, Sp = Spiele, S = Siege, OTS = Siege nach Verlängerung (Overtime) oder Penaltyschießen, OTN = Niederlagen nach Verlängerung oder Penaltyschießen, N = Niederlagen

Erläuterungen: Aufsteiger in die Division IIB, Absteiger in die Division IIIB

### Gruppe B in Sarajevo, Bosnien und Herzegowina
Das Turnier der Gruppe B wurde vom 17. bis 22. April 2022 in Sarajevo, der Hauptstadt von Bosnien und Herzegowina, ausgetragen. Die Spiele fanden in der 12.000 Zuschauer fassenden Olympiahalle Juan Antonio Samaranch statt. Insgesamt besuchten 2.625 Zuschauer die sechs Turnierspiele, was einem Schnitt von 437 pro Partie entspricht.
| 17. April 2022 18:00 Uhr (Ortszeit) | Südafrika | 4:8 (1:2, 1:4, 2:2) Spielbericht | Bosnien und Herzegowina | Olympiahalle Juan Antonio Samaranch, Sarajevo Zuschauer: 855 |

| 18. April 2022 18:00 Uhr | Bosnien und Herzegowina | 11:4 (5:1, 3:2, 3:1) Spielbericht | Luxemburg | Olympiahalle Juan Antonio Samaranch, Sarajevo Zuschauer: 565 |

| 19. April 2022 18:00 Uhr | Südafrika | 7:4 (3:3, 3:0, 1:1) Spielbericht | Luxemburg | Olympiahalle Juan Antonio Samaranch, Sarajevo Zuschauer: 125 |

| 20. April 2022 18:00 Uhr | Bosnien und Herzegowina | 6:4 (5:0, 1:2, 0:2) Spielbericht | Südafrika | Olympiahalle Juan Antonio Samaranch, Sarajevo Zuschauer: 600 |

| 21. April 2022 18:00 Uhr | Luxemburg | 3:12 (1:2, 0:5, 2:5) Spielbericht | Bosnien und Herzegowina | Olympiahalle Juan Antonio Samaranch, Sarajevo Zuschauer: 325 |

| 22. April 2022 18:00 Uhr | Luxemburg | 9:6 (2:3, 3:2, 4:1) Spielbericht | Südafrika | Olympiahalle Juan Antonio Samaranch, Sarajevo Zuschauer: 155 |

| Pl. |                         | Sp | S | OTS | OTN | N | Tore  | Punkte |
| --- | ----------------------- | -- | - | --- | --- | - | ----- | ------ |
| 1.  | Bosnien und Herzegowina | 4  | 4 | 0   | 0   | 0 | 37:15 | 12     |
| 2.  | Luxemburg               | 4  | 1 | 0   | 0   | 3 | 20:36 | 3      |
| 3.  | Südafrika               | 4  | 1 | 0   | 0   | 3 | 21:27 | 3      |
| –   | Neuseeland              | –  | – | –   | –   | – | –0:0– | –      |
| –   | Hongkong                | –  | – | –   | –   | – | –0:0– | –      |

Abkürzungen: Pl. = Platz, Sp = Spiele, S = Siege, OTS = Siege nach Verlängerung (Overtime) oder Penaltyschießen, OTN = Niederlagen nach Verlängerung oder Penaltyschießen, N = Niederlagen

Erläuterungen: Aufsteiger in die Division IIIA

### Auf- und Abstieg
| Absteiger in die Division IIIA:  | –                       |
| Aufsteiger in die Division IIB:  | Republik China (Taiwan) |
| Absteiger in die Division IIIB:  | Türkei                  |
| Aufsteiger in die Division IIIA: | Bosnien und Herzegowina |